# Порко Росо
„Порко Росо“ (на японски: 紅の豚) е японски детски аниме филм с елементи на фентъзи и приключенски филм от 1992 година на режисьора Хаяо Миядзаки от „Студио Гибли“ по негов собствен сценарий, базиран на комикса му „Епохата на летящите кораби“.

## Сюжет
Действието се развива в Италия между Първата и Втората световна война някъде на Адриатика, а главен герой е опитен пилот от Първата световна война, превърнат от проклятие в антропоморфно прасе.

## Персонажи
- Порко Росо / Марко Пагот
- Джина
- Доналд Къртис
- Фио Пиколо
- Г-н Пиколо

## Награди и номинации
- 1993: „Майничи“ (2 награди) в категориите най-добър анимационен филм (Хаяо Миядзаки), най-добрата музика (Джо Хисаиши).
- „Награда на Японската киноакадемия“ в категорията най-добър филм на годината.
- „Международен фестивал на анимационния филм в Анеси“ в категорията най-добър анимационен пълнометражен филм.